# NGC 3415
NGC 3415 est une galaxie lenticulaire située dans la constellation de la Grande Ourse. NGC 3415 a été découverte par l'astronome germano-britannique William Herschel en 1788.

## Caractéristiques

### Distance
Sa vitesse par rapport au fond diffus cosmologique est de 3 552 ± 17 km/s, ce qui correspond à une distance de Hubble de 52,4 ± 3,7 Mpc (∼171 millions d'al).
À ce jour, trois mesures non basées sur le décalage vers le rouge (redshift) donnent une distance de 19,287 ± 19,634 Mpc (∼62,9 millions d'al), ce qui est à l'extérieur des valeurs de la distance de Hubble. Deux de ces quatre mesures basées sur la relation de Faber-Jackson sont totalement incompatibles avec les deux autres, étant inférieures à 10 Mpc. 

### Galaxie isoliée
NGC 3415 présente une large raie HI et c'est possiblement une galaxie du champ, c'est-à-dire qu'elle n'appartient pas à un amas ou un groupe et qu'elle est donc gravitationnellement isolée.